# 博胡斯拉夫區

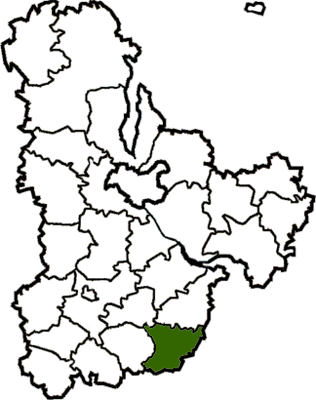
废除前博胡斯拉夫區在基辅州的位置

博胡斯拉夫區（烏克蘭語：Богуславський район），曾是烏克蘭基輔州的一個區，首府設於博胡斯拉夫，面積772平方公里，2020年人口数量约为33,318人。该区在2020年7月18日的乌克兰行政区划改革中被撤销，改革后基辅州下分为7个区。